# Tulbaghia friesii
Tulbaghia friesii är en amaryllisväxtart som beskrevs av Karl Suessenguth. Tulbaghia friesii ingår i släktet Tulbaghia och familjen amaryllisväxter. Inga underarter finns listade i Catalogue of Life.